# George Dantzig
George Bernard Dantzig (født 8. november 1914, død 13. maj 2005) var en amerikansk matematiker, der forskede og bidrog inden for industriteknik, operationsanalyse, datalogi, økonomi og statistik.
Dantzig er kendt for sin udvikling af simplex-algoritmen, en algoritme der løser lineære programmeringsproblemer, og for andet arbejde med lineær programmering. Inden for matematisk statistik løste Dantzig to uløste problemer i statistisk teori, som han havde misforstået som værende lektier givet af Jerzy Neyman.
Ved sin død var Dantzig Professor Emeritus for Transportation Sciences og Professor of Operations Research og for Computer Science på Stanford University.